# Herredag
Ordet herredag började användas under den senare medeltiden. Det betyder ett möte sammansatt av stormän, som gjorde anspråk på att bestämma om rikets angelägenheter. 

## Herredagen i Sverige
Liknande stormansmöten hade förekommit ända sedan 1200-talet under andra namn. Den nya termen herredag användes i början rätt sparsamt, omväxlande med de allmännare ”dag”, ”möte” eller under en annan liknande beteckning. Förutom de andliga och världsliga stormännen kunde även representanter för köpmän och bönder närvara. 
Under 1500-talet blev herredag den vanligaste benämningen just för sådana stora riksmöten av alla stånd, även om ordet ”riksdag” då och dök upp i sammanhanget. De valda ombuden kallades ännu under 1600-talet (särskilt för bönderna) herredagsmän eller herredagskarlar, och deras arvode för herredagspenningar. 
Med frihetstiden ersattes termen herredag definitivt av riksdag, men benämningarna "herredagsman", "herredagspenningar" fortlevde länge. I vetenskaplig terminologi skiljer man mellan herredag och riksdag, och låter den förra termen särskilt beteckna vad ordet egentligen betyder, nämligen ett möte av stormän, men utan deltagare från de ofrälse stånden. 

## Herredagen i Danmark
I Danmark infördes beteckningen ”herredag” 1513, efter att tidigare kallats ”danehof”. Det var inte bara landets lagliga representation, utan även domstol i alla saker mellan kungen och någon adelsman samt i alla livs- och hederssaker för adelsmän. Allt eftersom riksrådets makt steg på den övriga adelns bekostnad, övergick namnet till att beteckna det rättarting, som kungen höll tillsammans med riksrådet. Efter enväldets införande (1660) blev ordet benämning på de sammanträden i den nyinrättade Højesteret, vid vilka kungen själv presiderade. Ända till 1848 hölls årligen en sådan herredag, första torsdagen i mars.